# Ildevert Mathurin Mouanga
Ildevert Mathurin Mouanga (* 27. Mai 1966 in Hamon, Distrikt Kinkala, Republik Kongo) ist ein kongolesischer Geistlicher und römisch-katholischer Bischof von Kinkala.

## Leben
Ildevert Mathurin Mouanga studierte am Priesterseminar in Brazzaville und empfing am 16. August 1998 das Sakrament der Priesterweihe für das Bistum Kinkala.
Nach der Priesterweihe war er zunächst für zwei Jahre in der Pfarrseelsorge tätig. Von 2000 bis 2004 studierte er am Päpstlichen Bibelinstitut in Rom Biblische Theologie und erwarb das Lizenziat. Nach weiteren Studien an der Päpstlichen Universität Urbaniana wurde er 2009 im selben Fach zum Dr. theol. promoviert. Nach der Rückkehr in sein Heimatland war er bis 2013 Dozent am Priesterseminar von Brazzaville und seit 2014 dessen Regens.
Papst Franziskus ernannte ihn am 5. März 2020 zum Bischof von Kinkala. Die Bischofsweihe spendete ihm sein Amtsvorgänger Louis Portella am 28. Juni desselben Jahres im Omnisport-Stadion in Kinkala. Mitkonsekratoren waren der Apostolische Nuntius in der Republik Kongo, Erzbischof Francisco Escalante Molina, und der Erzbischof von Brazzaville, Anatole Milandou.